# Tandmott
Tandmott, Cynaeda dentalis är en fjärilsart som beskrevs av Michael Denis och Ignaz Schiffermüller 1775. Enligt Catalogue of Life ingår tandmott i släktet Cynaeda och familjen Crambidae, men enligt Dyntaxa är tillhörigheten istället släktet Cynaeda och familjen mott. Enligt den finländska rödlistan är arten starkt hotad i Finland. Arten är reproducerande i Sverige. Artens livsmiljö är torra och karga åsmoar. Inga underarter finns listade i Catalogue of Life.

## Bildgalleri

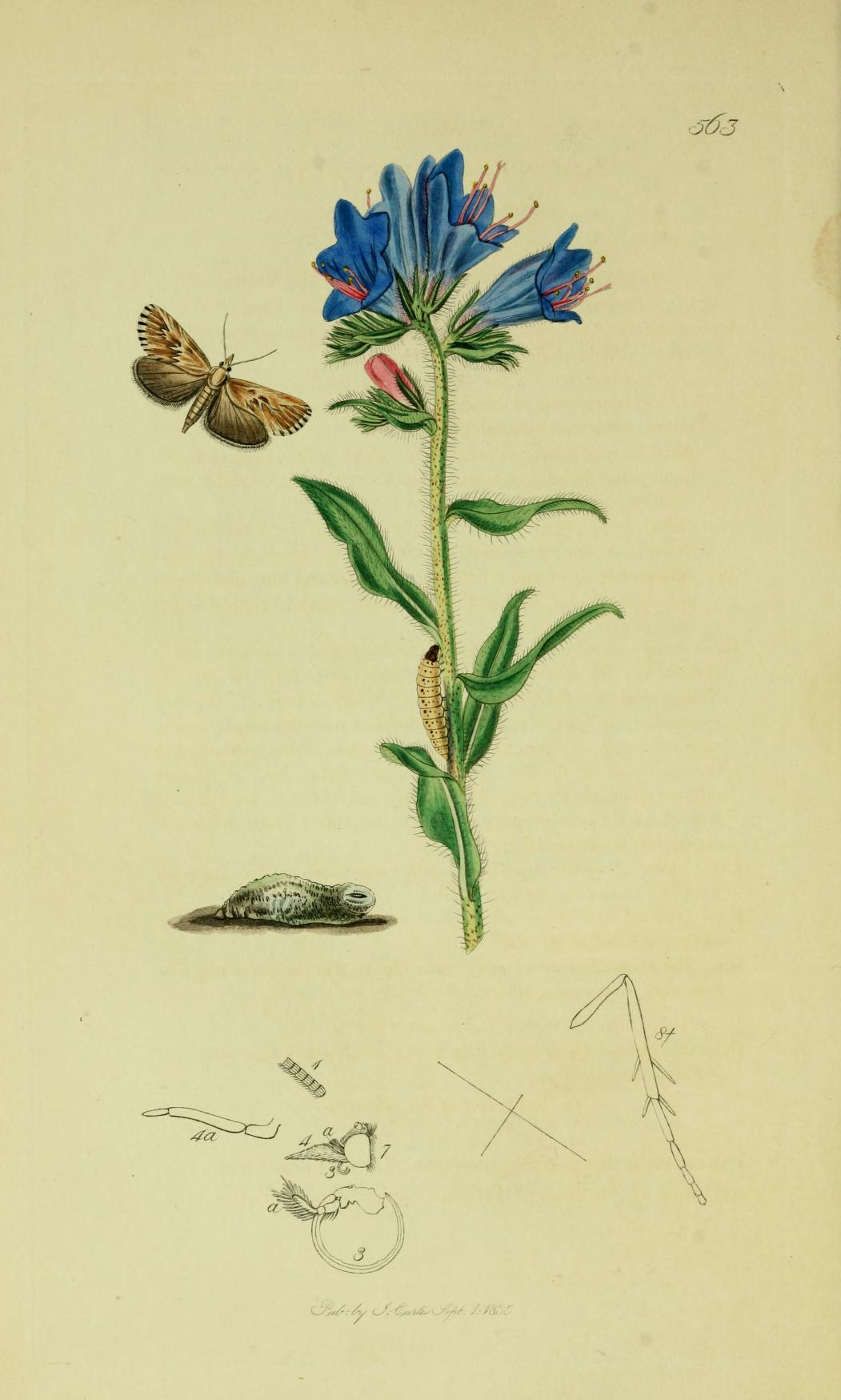